# Schöpstal
Schöpstal (górnołuż. Wólčja dolina) – miejscowość i gmina w Niemczech, w kraju związkowym Saksonia, w okręgu administracyjnym Drezno, w powiecie Görlitz, wchodzi w skład związku gmin Weißer Schöps/Neiße.